# Fort Smith National Historic Site
Fort Smith National Historic Site is een Amerikaans
nationaal monument in Fort Smith (Arkansas), gelegen langs de rivier de Arkansas aan de overzijde van Moffett (Oklahoma).
Het gebied werd in 1960 aangewezen als National Historic Landmark met als doel de overblijfselen van twee 19e-eeuwse militaire forten te beschermen. Het valt onder het beheer van de National Park Service.
In de oude kazerne is een bezoekerscentrum gevestigd, het richt zich onder andere op de militaire geschiedenis van Fort Smith in de periode 1817-1871 en de Trail of Tears, waarin Forth Smith een belangrijke stopplaats was. Op het terrein zijn onder meer de fundamenten van het eerste Fort Smith (1817-1824) en een reconstructie van een galg te zien.